# Tyler Cowen

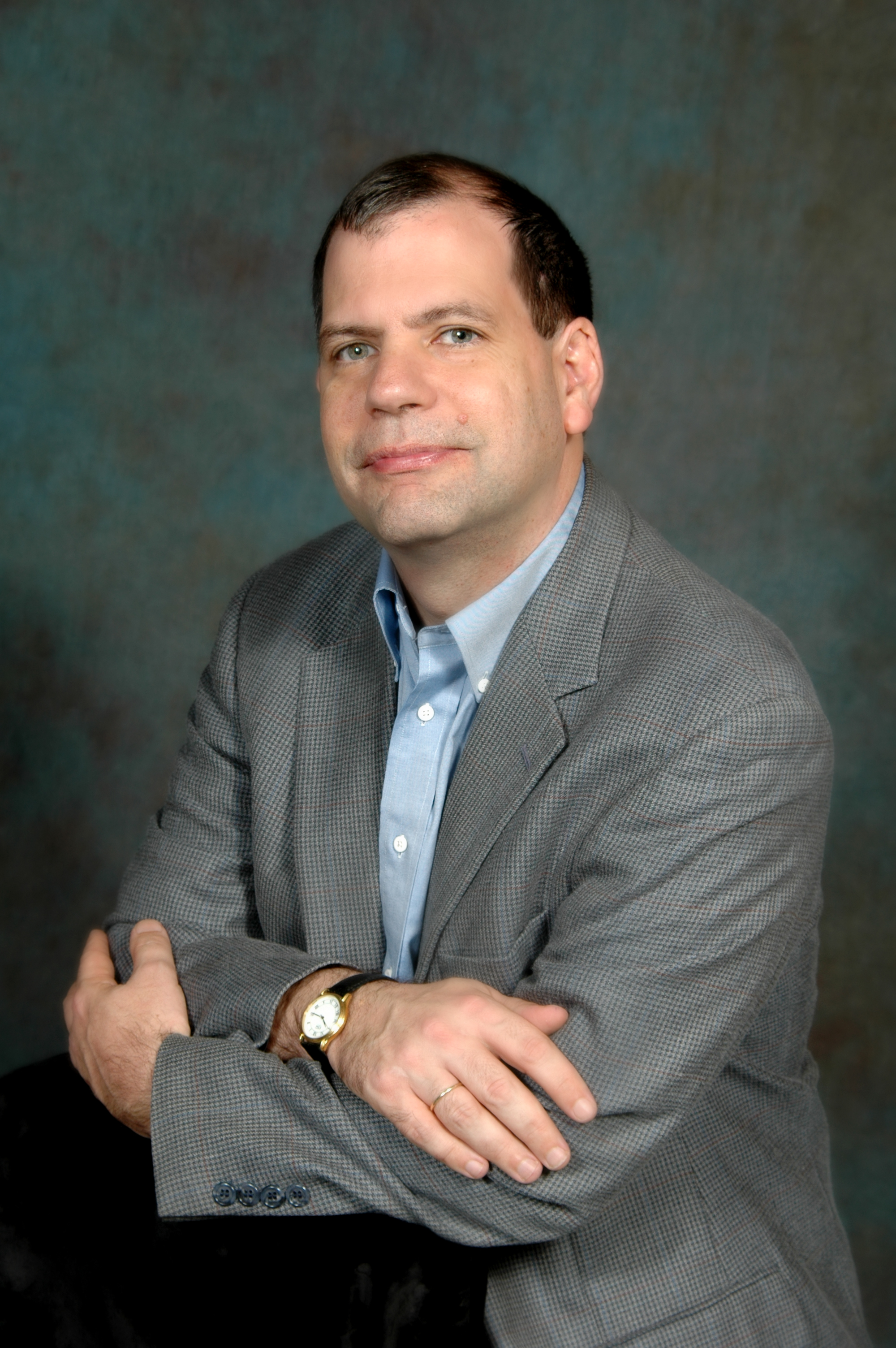
Tyler Cowen

Tyler Cowen (21 januari 1962) is een Amerikaans econoom, academicus en schrijver.

## Loopbaan
Cowen doceert aan de George Mason University en houdt het populaire economieblog Marginal Revolution bij. In september 2012 startte hij, samen met Alex Tabarrok, de Marginal Revolution University, een e-learningproject met videocolleges over verschillende takken van de economische wetenschap. Daarnaast heeft hij een vaste column in The New  York Times en schrijft hij voor onder andere The Wall Street Journal, Forbes en Newsweek. Cowen werd in 2011 door The Economist genomineerd als een van de invloedrijkste economen van het eerste decennium van de 21e eeuw. Foreign Policy Magazine rekende hem in datzelfde jaar tot de 'top 100-denkers van de wereld' (nummer 72).
- Bibsys: 313
- Biblioteca Nacional de España: XX1559776
- Bibliothèque nationale de France: cb124757430 (data)
- CiNii: DA03802053
- Gemeinsame Normdatei: 130580279
- International Standard Name Identifier: 0000 0001 1771 8981
- Library of Congress Control Number: n87887339
- Nationale Bibliotheek van Letland: 000030147
- MusicBrainz: df39dcf5-4e03-4d47-949c-586eb165eaf8
- Mathematics Genealogy Project: 245308
- Bibliotheek van het Japanse parlement: 01178760
- Nationale Bibliotheek van Tsjechië: vse2007414905
- Nationale Bibliotheek van Israël: 987007260143805171
- Nationale en Universitaire bibliotheek Zagreb: 000510438
- Nederlandse Thesaurus van Auteursnamen: 108446867
- Réseau des bibliothèques de Suisse occidentale: 02-A003141357
- Système universitaire de documentation: 03395304X
- Virtual International Authority File: 79111317
- WorldCat: E39PBJpDQCygxjBpYKXjXmf6rq